# Der junge Zaphod geht auf Nummer sicher
Der junge Zaphod geht auf Nummer sicher (Original: Young Zaphod Plays it Safe) ist eine Kurzgeschichte des britischen Schriftstellers Douglas Adams. Es stellt inhaltlich eine Vorgeschichte zu Per Anhalter durch die Galaxis und den Folgeromanen dar.
Adams schrieb Der junge Zaphod geht auf Nummer sicher für das 1986 erschienene Buch The Utterly Utterly Merry Comic Relief Christmas Book. Nach seinem Tod erschien eine leicht abgeänderte Fassung in Lachs im Zweifel.

## Inhalt
Zaphod Beeblebrox, einer der Hauptakteure der Anhalter-Reihe, ist zum Zeitpunkt der Handlung Pilot eines Raumschiffes und hat den Auftrag, eine Gruppe Beamter zu einem abgestürzten Raumschiff zu bringen, welches seine Fracht in ein Schwarzes Loch werfen sollte. Diese Fracht ist nach Aussage der Beamten jedoch „völlig ungefährlich“. Auf Nachfrage Zaphods, warum die Beamten dann nach der Fracht sehen wollen, antworten diese, sie würden grundsätzlich gerne Dinge anschauen, die völlig ungefährlich seien.
Beim Betreten des abgestürzten Schiffes stellt sich heraus, dass sich drei künstlich erschaffene Personen an Bord befinden, die zwar völlig harmlos erscheinen, gerade durch diese Eigenschaft aber extrem gefährlich werden: Sie tun alles, was man ihnen erlaubt und durch ihre scheinbare Harmlosigkeit gibt es nichts, was man ihnen nicht erlauben würde.

## Ausgaben
- Erstausgabe: Young Zaphod Plays It Safe. In: The Utterly Utterly Merry Comic Relief Christmas Book. 1986.
- Deutsch: Der junge Zaphod geht auf Nummer sicher. In: Peter Haining (Hrsg.): Gefährliche Possen. Heyne Science Fiction & Fantasy #5909, 1997, ISBN 3-453-13343-9. Auch als: Jung-Zaphod geht auf Nummer Sicher. In: Lachs im Zweifel: Zum letzten Mal per Anhalter durch die Galaxis. Rogner & Bernhard bei Zweitausendeins, 2003, ISBN 3-8077-0129-X.
- Hörbuch: Der junge Zaphod geht auf Nummer sicher : Vollständige Lesung. Gelesen von Boris Aljinovic. Regie: Gabriele Bigott. Übersetzt von Erik Simon. Der Hörverlag, München 2005, ISBN 3-89940-611-7 (CD), ISBN 3-8445-0277-7 (MP3).